# 寒松
寒松（1909年—1943年12月21日），本名张喆，男，河北玉田人，中共党员，抗日烈士，曾任中共武宝宁工作委员会委员和武宝宁联合县办事处主任。

## 生平
1909年出生于今河北省玉田县杨家套乡丁官屯村。
1937年抗日战争爆发，寒松加入當時抗日抵抗軍，担任丁官屯村第一任「抗日救国联合会」主任，任内发动村民响应冀东抗日武装暴动。1939年起，先后任丰玉遵联合县股长、区长等职。1943年7月，任中共武宝宁工作委员会委员与首位武宝宁联合县办事处主任。
1943年12月18日，中共武宝宁工委和武宝宁联合县办事处在宁河县乐善庄召开扩大会议。在12月21日凌晨，芦台驻地的日軍、新民会共300余人包圍寒松，後寒松在突圍時殉国，得年38歲。

## 评价

### 正面
《今晚报》評價認为其對武清、宝坻、宁河地区的抗日政权的建立和抗日游击区的开辟与发展作出了重要贡献。